# オレたちやってま〜す
『MBSオレたちやってま〜す』は、毎日放送ラジオ（MBSラジオ）で放送されていたラジオ番組。
なお放送開始・終了日などはあくまで暦日で表記しているため、注意のこと。

## 概要
アイドル、お笑い芸人、声優、ミュージシャンなどローカル番組とは思えない豪華なパーソナリティ陣が多人数出演するバラエティー番組。芸能界の中でも接点の少ないジャンルのタレント同士がトークを繰り広げる番組構成が注目を集める。主に東京支社スタジオからの生放送。
各曜日はオレ月やオレ火など、オレの後に各曜日が入る形で呼称される。
番組終了後、毎日放送ラジオでは当番組の流れを汲んだ番組を放送している。（『ヤングパーク』、『オレたちのヒロイン』、『オレたちヒーロー』、『ゴチャ・まぜっ!』、『アッパレやってまーす!』『オレたちゴチャ・まぜっ!』など）
主な歴史
- 1997年10月放送開始。当時は木曜日深夜のみの放送だった。
- 1999年春の改編で金曜日の放送開始。
- 同年7月9日は「MBS1179の日」ということで7月10日（金曜深夜）に、毎日放送テレビ（MBSテレビ）で『オレたちテレビもやってま〜す!!』を放送。
  - 内容は金曜日の放送を木曜日メンバーが実況する、というもの。テレビ中継ならではの趣旨として、金曜日のパーソナリティが放送中に言葉が支える（噛む）と木曜メンバーがスタジオに乱入し、極楽とんぼらが噛んだメンバーをハリセンで叩き、その後に國府田マリ子が泣くフリをしながらガムを渡して帰るという演出がなされた。金曜メンバーはそのことを事前に知らされていなかったため前半は戸惑っていたが、途中で趣旨に気づかれ、後半は何が何でも噛まないように喋ろうという異様な雰囲気の中放送が進行する様子がテレビ中継された。
- 同年秋の改編より『MBSヤングタウン』に代わり、平日の帯番組へと放送枠拡大。夜間の放送枠が『XXX（クスクスクス）』として再編されたのに伴い、番組名も『オレたちXXXやってま～す』と変更される。これにより、TBSラジオの『BATTLE TALK RADIO アクセス』をネットさせる話が破談となった。[要出典]
- 1999年 - 2000年にかけての年またぎの特別番組『オレたちめっ茶やってま～す』を放送。
- 2000年春の改編より『オレたちXXXやってま〜すNEXT』と題し、1:00 - 2:00に2部放送が開始された。また21時枠は『もうすぐオレたちXXXやってまーす』と題し、野球中継へのクッション番組として放送された。
- 2001年春の改編には『XXX』枠の終了に伴い番組名が『MBSオレたちやってま〜す』に変更され、放送時間が短縮され22:00からの放送となった。21時台のクッション枠は南かおりが出演する『オレたち+M』が開始され、『オレたちXXXやってま〜すNEXT』は『オレたちもっとやってま〜す』に番組名変更となった。
- 2002年春の改編で、平日枠の聴取率が伸び悩んだため、金曜と土曜深夜のみの放送へ縮小される。また『オレたちもっとやってま〜す』の方は終了した。[注 1]
- 同年秋の改編で金曜日の放送枠が廃止された。[注 2]
- 2003年3月放送終了。同時に番組ホームページ上で『おしゃべりやってまーす』の開始が発表される。

## 第1期（1997年10月 - 1999年9月）
放送時間
- 1997年10月 - 1999年3月、毎週金曜日0時 - 2時（木曜深夜）
- 1999年4月 - 9月、毎週金・土曜日2時 - 3時（木曜、金曜深夜）

### 木曜日
パーソナリティ
- 城島茂（TOKIO）
- 國府田マリ子
- tetsuya（L'Arc〜en〜Ciel）
- 極楽とんぼ（加藤浩次・山本圭壱、1998年4月 - 1999年3月）
- 優香 (1998年10月 - 1999年3月)
- かかずゆみ（コーナーレギュラー「なんでもやるかかずのコーナー」）
- パイレーツ（浅田好未・西本はるか、 - 1998年3月 サブメンバー）
- 安西ひろこ（ - 1998年3月 サブメンバー）
- 藤崎奈々子（ - 1998年3月 サブメンバー）

内容
1997年10月より番組開始。当初はこの木曜日のみの放送であった。1999年10月の帯番組移行時に、月曜日へ内容や出演者がほぼそのまま引き次がれた。9月まではニュースコーナーもあり、たまにニュース担当アナウンサーとスタジオメンバーとのやり取りも行なわれていた。この時間帯は三澤肇アナ（当時・現同局記者で2011年現在JNNベルリン支局長）の担当が多かった。

### 金曜日（1999年4月 - 9月）
パーソナリティ
- よゐこ（濱口優・有野晋哉）
- 有賀さつき
- 藤井隆
- 大森玲子（諸事情により降板、詳細は後述。）
- かかずゆみ（コーナーレギュラー「なんでもやるかかずのコーナー」）

内容
番組の放送枠拡大に伴い、1999年4月より番組開始。3月まで「MBSヤングタウン」金曜日に出演していたよゐこに新メンバーを加える形で放送開始となった。ヤングタウン時代の「よゐこの芸能日記」のコーナーが継続された他、前番組の「グーチョキパー・アニゲでポン!」からアニメキャラがゲスト出演するコーナーが引き継がれた。
1999年10月の帯番組移行時に、各曜日へ出演者が分散される事となった。

## 第2期（1999年10月 - 2002年3月）
放送時間
- 1999年10月 - 2001年3月、月曜日 - 金曜日 21時 - 0時
- 2000年4月 - 2001年3月、月曜日 - 金曜日 21時05分 - 23時55分(21時台は「もうすぐオレたちXXXやってまーす」として放送、ナイター中継延長時は短縮、もしくは休止となった。）
- 2001年4月 - 2002年3月、月曜日 - 木曜日22時 - 0時、金曜日22時 - 23時55分

### 月曜日
パーソナリティ
- 城島茂（TOKIO、第1期は木曜日に出演）
- 國府田マリ子（第1期は木曜日に出演）
- 極楽とんぼ（加藤浩次・山本圭壱、第1期は木曜日に出演していた）
- 佐藤仁美（2001年10月 - 2002年3月）
- ビッキーズ（木部信彦・須知裕雅、2001年10月 - 、コーナーレギュラー）
- 優香（ - 2001年9月、第1期は木曜日に出演していた）
- 乙葉（2001年4月 - 9月）
- 吉岡美穂（2001年4月 - 9月）
- 堀越のり（2000年7月 - 9月）
- 吉井怜（2000年4月 - 6月 病気療養の為降板）

内容
第1期木曜日の内容や出演者をほぼそのまま受け継いで放送を開始していた。
極楽加藤は『加藤浩次の吠え魂』（2009年4月3日放送）にて、妻の妊娠発覚当日（2001年7月頃の月曜日）にこの番組を2本録りで収録したことを明かしている。

### 火曜日
パーソナリティ
- （当時）V6（坂本昌行・長野博・井ノ原快彦・森田剛・三宅健・岡田准一）
- 久本朋子
- 植田佳奈（2001年10月 - 2002年3月、コーナーレギュラー）
- Over Drive（石野敦士・緒方雅史、2000年11月 - 2001年3月、「もうすぐ」枠）
- 野村恵里（2000年11月 - 2001年3月、「もうすぐ」枠）
- 福井裕佳梨（2000年10月 - 11月、「もうすぐ」枠、それ以降は木曜日に出演していた）
- 有賀さつき（ - 2000年3月、21時台の音楽パート担当、第1期は金曜日に出演していた）

### 水曜日
パーソナリティ
- 藤井隆（第1期は金曜日に出演）
- 加藤明日美（2001年4月 - 2002年3月、2001年9月までは隔週出演）
- 椎名へきる（2001年10月 - 2002年3月、それまでは金曜日に出演）
- 平山綾（2001年10月 -　2002年3月）
- なかやまきんに君（2001年10月 -　2002年3月 、コーナーレギュラー）
- 林原めぐみ（2000年4月 - 2001年9月）
- 藤本綾（2001年4月 - 9月）
- 0930（児玉美代・梅原恵里、2001年4月 - 9月、隔週出演）
- 原史奈（2000年4月 - 2001年3月）
- 周防玲子（2000年10月 - 2001年3月）
- さとう珠緒（ - 2000年9月）
- 山口もえ（ - 2000年3月、金曜日との掛け持ち出演でそれ以降は金曜日のみに出演していた）

### 木曜日（ - 2000年9月）
パーソナリティ
- 石田靖
- 山田花子
- 酒井若菜
- 梨花（2000年4月 -　9月 ）
- 井上公造（コーナーレギュラー）
- 吹石一恵（ - 2000年3月）

内容
2000年9月まで。その後、石田靖のみ「オレたちXXXやってま〜すNEXT」火曜日に移動。

### 木曜日（2000年10月 - 2002年3月）
パーソナリティ
- 雨上がり決死隊(当時)（宮迫博之・蛍原徹）
- 山崎邦正
- 堀江由衣（それ以前は「オレたちXXXやってま〜すNEXT」火曜日に出演していた）
- 小池栄子（2001年4月 - 2002年3月）
- ロザン（菅広文・宇治原史規、2001年10月- 2002年3月、「AM808。マジっすよ!」への出演前にコーナーレギュラーとして出演していた）
- 福井裕佳梨（2000年10月 - 2001年3月、それ以前は火曜日に出演していた）

内容
2000年10月から2002年3月まで。

### 金曜日
パーソナリティ
- よゐこ（濱口優・有野晋哉、第1期は金曜日に出演していた）
- ソニン（2001年10月 -2002年3月）
- 椎名へきる（ - 2001年9月、それ以降は水曜日に出演していた）
- MAX（NANA・Reina・Lina・Mina、2001年4月 - 2001年9月）
- 山口もえ（ - 2001年3月、2000年3月までは水曜日にも出演していた）
- 大仁田厚（2000年4月 - 2001年3月）

## 第3期（2002年4月 - 2003年3月）
放送時間
- 2002年4月 - 9月、毎週金曜日21時05分 - 23時55分（V6班・城島とんぼ班）・毎週日曜日（土曜深夜）0時 - 5時（雨上がり班・DonDoko班・よゐこ班）
- 2002年10月 - 2003年3月、毎週日曜日（土曜深夜）0時 - 5時（城島雨上がり班・V6班・極楽班・よゐこ班）

### V6班（金曜第1部→土曜第2部）
パーソナリティ
- V6(当時)（坂本昌行・長野博・井ノ原快彦・森田剛・三宅健・岡田准一、第2期は火曜日に出演していた）
- 山田花子（かつては木曜日に出演していた）
- 平山綾（コーナーレギュラー、第2期は水曜日に出演していた）

内容
他の班と異なる録音番組であった。そのため野球中継による時間短縮は無かった。

### 城島とんぼ班（金曜第2部）→極楽班（土曜第3部）
パーソナリティ
- 極楽とんぼ（加藤浩次・山本圭壱、第2期は月曜日に出演）
- 山崎邦正（2002年9月 - 2003年3月、それ以前は雨上がり班に出演）
- 野川さくら（2002年9月 - 2003年3月）
- 水谷さくら（2002年9月 -2003年3月 ）
- 城島茂（TOKIO、 - 2002年9月、それ以降は城島雨上がり班に出演、第2期は月曜日に出演）
- 眞鍋かをり（ - 2002年9月、隔週出演）
- 小倉優子（ - 2002年9月、隔週出演）

内容
金曜日時代には第2期月曜日からの流れを引き継ぎ放送されていた。
土曜日移行に伴い、極楽とんぼと長年競演していたTOKIO城島が雨上がり班に移動となり、以後極楽班として放送された。
土曜日移行後は、極楽班とよゐこ班との間に、極楽とんぼとよゐこの4人でのトークコーナーが設けられた。

### 雨上がり班（土曜第1部）→城島雨上がり班（土曜第1部）
パーソナリティ
- 雨上がり決死隊（宮迫博之・蛍原徹、第2期は木曜日に出演）
- 小池栄子（第2期は木曜日に出演）
- 水樹奈々（それ以前は「オレたちもっとやってまーす」月曜日に出演）
- 城島茂（TOKIO、2002年10月 -2003年3月 、それ以前は城島とんぼ班に出演）
- 山崎邦正（ - 2002年9月、それ以降は極楽班に出演、第2期は木曜日に出演）

内容
第2期木曜日からの流れを引き継いで放送されていた。
2002年秋の改編で、金曜日出演者が土曜日に移動してきた事に伴い、山崎邦正に代わって城島茂が加わり城島雨上がり班となる。
「おしゃべりやってまーす」木曜日開始時には、山崎邦正や小池栄子、第2期木曜日時代のレギュラー福井裕佳梨に加え、雨上がり決死隊の出演も告知される。第2期木曜日復活が期待されるも出演交渉はまとまらず、雨上がり決死隊が出演する事は無かった。

### DonDoko班（土曜第2部( - 2002年9月)）
パーソナリティ
- DonDokoDon（山口智充・平畠啓史、それ以前は「オレたちもっとやってまーす」水曜日に出演）
- ソニン（DonDoko班終了後はよゐこ班に出演、第2期は金曜日に出演）
- 加藤明日美（第2期は水曜日に出演）
- 森三中（黒沢宗子・村上知子・大島美幸、コーナーレギュラー、DonDoko班終了後もよゐこ班に出演）
- 津川友美 （コーナーレギュラー）

内容
土曜日のみの放送となった2002年秋の改編で終了となった。
DonDokoDon平畠は、後に放送されていたよゐこ班にもたびたび出演。これがキッカケでよゐこ出演の「おしゃべりやってまーす」火曜日にも出演する事となる。

### よゐこ班（土曜第3部→第4部）
パーソナリティ
- よゐこ（濱口優、有野晋哉、第2期は金曜日に出演）
- 植木豪（PaniCrew）
- ソニン（2002年10月 -2003年3月 、それ以前はDonDoko班に出演）
- 森本さやか（2002年10月 - 2003年3月）
- はるな愛（コーナーレギュラー）
- 森三中（黒沢宗子・村上知子・大島美幸、番組エンディング部分に出演）
- 安めぐみ（ - 2002年9月）
- 野中藍（ - 2002年9月）

内容
飲酒しながらや、コスプレなど様々な企画で放送された。しかしながら飲酒した際に相当数の抗議が寄せられたらしく、翌週の放送では予定していた反省会ではなく、お詫びのコメントが読まれるのみとなってしまった。よゐこの2人は抗議そのものに納得しておらず、後に「おしゃべりやってまーす」火曜日で文句を言う場面が見られた。

## 変遷
| 担当     | 出演者                                                        |
| -------- | ------------------------------------------------------------- |
| メイン   | 城島茂（TOKIO）/ 國府田マリ子 / tetsu（L'Arc〜en〜Ciel）      |
| サブ     | パイレーツ（浅田好未 / 西本はるか） / 安西ひろこ / 藤崎奈々子 |
| コーナー | かかずゆみ                                                    |

| 担当     | 出演者                                                                   |
| -------- | ------------------------------------------------------------------------ |
| メイン   | 城島茂（TOKIO）/ 國府田マリ子 / tetsu / 極楽とんぼ（加藤浩次・山本圭壱） |
| コーナー | かかずゆみ                                                               |

| 担当     | 出演者                                                    |
| -------- | --------------------------------------------------------- |
| メイン   | 城島茂（TOKIO）/ 國府田マリ子 / tetsu / 極楽とんぼ / 優香 |
| コーナー | かかずゆみ                                                |

| 担当     | 出演者                                                       |
| -------- | ------------------------------------------------------------ |
| 木曜     | 城島茂（TOKIO）/ 國府田マリ子 / tetsu / 極楽とんぼ / 優香    |
| 金曜     | よゐこ（濱口優 / 有野晋哉） / 有賀さつき / 藤井隆 / 大森玲子 |
| コーナー | かかずゆみ                                                   |

| 担当 | 出演者                                                                                                  |
| ---- | --- |
| 月曜 | 城島茂（TOKIO）/ 國府田マリ子 / 極楽とんぼ / 佐藤仁美 / 優香                                            |
| 火曜 | V6(当時)（坂本昌行 / 長野博 / 井ノ原快彦 / 森田剛 / 三宅健 / 岡田准一） / 久本朋子 / 有賀さつき<21時台> |
| 水曜 | 藤井隆 / さとう珠緒 / 山口もえ                                                                          |
| 木曜 | 石田靖 / 山田花子 / 酒井若菜 / 吹石一恵 / 井上公造<コーナー>                                            |
| 金曜 | よゐこ / 椎名へきる / 山口もえ                                                                          |

| 担当 | 出演者                                                     |
| ---- | ---------------------------------------------------------- |
| 月曜 | 城島茂（TOKIO）/ 國府田マリ子 / 極楽とんぼ / 優香 / 吉井怜 |
| 火曜 | V6 (当時)/ 久本朋子                                        |
| 水曜 | 藤井隆 / 林原めぐみ / 原史奈 / さとう珠緒                  |
| 木曜 | 石田靖 / 山田花子 / 酒井若菜 / 梨花 / 井上公造<コーナー>   |
| 金曜 | よゐこ / 椎名へきる / 山口もえ / 大仁田厚                  |

| 担当 | 出演者                                                       |
| ---- | ------------------------------------------------------------ |
| 月曜 | 城島茂（TOKIO）/ 國府田マリ子 / 極楽とんぼ / 優香 / 堀越のり |
| 火曜 | V6(当時) / 久本朋子                                          |
| 水曜 | 藤井隆 / 林原めぐみ / 原史奈 / さとう珠緒                    |
| 木曜 | 石田靖 / 山田花子 / 酒井若菜 / 梨花 / 井上公造<コーナー>     |
| 金曜 | よゐこ / 椎名へきる / 山口もえ / 大仁田厚                    |

| 担当 | 出演者                                                          |
| ---- | --------------------------------------------------------------- |
| 月曜 | 城島茂（TOKIO）/ 國府田マリ子 / 極楽とんぼ / 優香               |
| 火曜 | V6(当時) / 久本朋子 / 福井裕佳梨<もうすぐ>                      |
| 水曜 | 藤井隆 / 林原めぐみ / 原史奈 / 周防玲子                         |
| 木曜 | 雨上がり決死隊(当時)（宮迫博之 / 蛍原徹） / 山崎邦正 / 堀江由衣 |
| 金曜 | よゐこ / 椎名へきる / 山口もえ / 大仁田厚                       |

| 担当 | 出演者                                                                                |
| ---- | ------------------------------------------------------------------------------------- |
| 月曜 | 城島茂（TOKIO）/ 國府田マリ子 / 極楽とんぼ / 優香                                     |
| 火曜 | V6 (当時)/ 久本朋子 / Over Drive（石野敦士 / 緒方雅史）<もうすぐ> /野村恵里<もうすぐ> |
| 水曜 | 藤井隆 / 林原めぐみ / 原史奈 / 周防玲子                                               |
| 木曜 | 雨上がり決死隊(当時) / 山崎邦正 / 堀江由衣 / 福井裕佳梨                               |
| 金曜 | よゐこ / 椎名へきる / 山口もえ / 大仁田厚                                             |

| 担当 | 出演者                                                                              |
| ---- | ----------------------------------------------------------------------------------- |
| 月曜 | 城島茂（TOKIO）/ 國府田マリ子 / 極楽とんぼ / 優香 / 乙葉 / 吉岡美穂                 |
| 火曜 | V6 (当時)/ 久本朋子                                                                 |
| 水曜 | 藤井隆 / 林原めぐみ / 藤本綾 / 0930（児玉美代 / 梅原恵里）<隔週> / 加藤明日美<隔週> |
| 木曜 | 雨上がり決死隊 (当時)/ 山崎邦正 / 堀江由衣 / 小池栄子                               |
| 金曜 | よゐこ / 椎名へきる / MAX（NANA / Reina / Lina / Mina）                             |

| 担当 | 出演者                                                                                              |
| ---- | --------------------------------------------------------------------------------------------------- |
| 月曜 | 城島茂（TOKIO）/ 國府田マリ子 / 極楽とんぼ / 佐藤仁美 / ビッキーズ（木部信彦 / 須知裕雅）<コーナー> |
| 火曜 | V6(当時) / 久本朋子 / 植田佳奈<コーナー>                                                            |
| 水曜 | 藤井隆 / 椎名へきる / 平山綾 / なかやまきんに君<コーナー>                                           |
| 木曜 | 雨上がり決死隊 (当時)/ 山崎邦正 / 堀江由衣 / 小池栄子 / ロザン（菅広文 / 宇治原史規）<コーナー>     |
| 金曜 | よゐこ / ソニン                                                                                     |

| 担当         | 出演者 |
| ------------ | --- |
| V6班         | V6(当時) / 山田花子 / 平山綾<コーナー>                                                                                  |
| 城島とんぼ班 | 極楽とんぼ / 城島茂 / 眞鍋かをり<隔週> / 小倉優子<隔週>                                                                 |
| 雨上がり班   | 雨上がり決死隊(当時) / 山崎邦正 / 小池栄子 / 水樹奈々                                                                   |
| DonDoko班    | DonDokoDon（山口智充 / 平畠啓史） / ソニン / 加藤明日美 / 森三中（黒沢宗子 / 村上知子 / 大島美幸） / 津川友美<コーナー> |
| よゐこ班     | よゐこ / 植木豪（PaniCrew） / 森三中 / 安めぐみ / 野中藍 / はるな愛<コーナー>                                           |

| 担当           | 出演者                                                              |
| -------------- | ------------------------------------------------------------------- |
| V6班           | V6(当時) / 山田花子 / 平山綾<コーナー>                              |
| 極楽班         | 極楽とんぼ / 山崎邦正 / 野川さくら / 水谷さくら                     |
| 城島雨上がり班 | 雨上がり決死隊 (当時)/ 城島茂（TOKIO） / 小池栄子 / 水樹奈々        |
| よゐこ班       | よゐこ / 植木豪 / ソニン / 森本さやか / 森三中 / はるな愛<コーナー> |

## 大森玲子降板事件
1999年当時金曜日レギュラーだった大森玲子が、学校イベント参加を理由に突如番組を長期欠席し、そのまま番組降板となってしまう。後日、プロデューサーの神津梓とホリプロの社員3名が、1999年当時15歳だった女性タレントを深夜の生放送ラジオに出演させていたとして、大阪府警より書類送検されたことが報道される。これにより大森玲子の降板は、労働基準法に抵触する恐れがあったことによるものが発覚する。これは、「第147回国会 青少年問題に関する特別委員会 第5号」において語られているように、既に代演が効かない程有名であると判断される者を除く売り出し中のタレントは深夜労働をしてはいけないという判断によるものである。なお後に番組レギュラーとなる平山綾や福井裕佳梨は、18歳の誕生日を迎えるまで22時台への出演を控える形式を取っている。
この事件は番組内で直接触れられる事は無いまでも完全にはタブー視されていない。2002年に極楽とんぼが公然わいせつの疑いで書類送検された際に、神津が2人に「これで仲間だな」と話しかけたエピソードが語られたり、番組の公開イベント等で大森がゲスト出演し、よゐこや極楽とんぼに「いろいろあったな」と話しかけられる場面等があった。
この事件がきっかけとなり、深夜枠から平日の夜ワイドへ昇格させたと言われている。

## 備考
この番組が始まる以前に毎日放送ラジオにおいてアイドル声優が出演する番組としては、1997年9月以前の木曜日深夜0:00 - 2:00は國府田マリ子パーソナリティによる『BANANA放送局ヤンラジグランプリ!!』が放送されていた。また、1999年3月以前の土曜日（金曜深夜）0:00 - 2:00はアニラジ番組『グーチョキパー〜アニゲでポン!』（氷上恭子・金月真美が出演）が放送されていた。